# Jean-François Crestin
Pour les articles homonymes, voir Crestin.
Jean-François Crestin, né le 5 mars 1745 à Vellexon et mort le 26 août 1830 à Gray (Haute-Saône), est un homme politique français.

## Biographie
Avocat, il devient procureur du roi du bailliage de Gray. Il devient maire de Gray et président du tribunal district en 1790. Il est élu député de la Haute-Saône à l'Assemblée législative
de 1791. Il devient par la suite président du district, puis du directoire du département. Il devient sous-préfet de Gray sous le consulat.

## Sources
- « Jean-François Crestin », dans Adolphe Robert et Gaston Cougny, Dictionnaire des parlementaires français, Edgar Bourloton, 1889-1891 [détail de l’édition]Lire en gallica